# Люльве, Жан
Жан Люльве (нем. Jean Lulvès; 26 ноября 1833, Мюлуз — 8 января 1889, Берлин) — франко-германский живописец.

## Биография
Сын гравера Антуана Фредерика Люльве, который, по некоторым данным, в разные годы жил, кроме Мюлуза, где родился его сын, в Ганновере и Руане. Живописи Жан Люльве учился в Берлине у Карла Штеффека. В 1860-х годах совершил путешествие в Рим. С 1862 года регулярно выставлял свои картины на выставках Берлинской академии художеств.
Жена — Маргарита (девичья фамилия не указана; ум. 1906) почти на двадцать лет пережила мужа. Сын, также Жан Люльве (1866–1928), был архивистом, историком и генеалогом. 
При жизни художник Люльве был весьма известен в качестве жанрового живописца и художника-оформителя, однако время сурово обошлось с его наследием. Выполненные художником росписи в штаб-квартире банка Краузе в Берлине, бывшие его визитной карточкой, были утрачены во время Второй мировой войны. Некоторые из его работ до войны хранились в городском музее Кёнигсберга и, видимо, также пропали. Даже могила художника на кладбище святого Матфея в берлинском районе Шёнеберг была потревожена нацистами в связи с их планами перестройки Берлина по проекту «Столица мира Германия» и перенесена на Юго-Западное кладбище Штансдорф. 
Для русской истории Люльве интересен тем, что, как утверждают его немецкие биографы, посещал Москву, где работал над росписями Большого Кремлёвского дворца. Чаще всего называется Александровский (Александро-Невский) зал, но иногда —  коронационный зал (т.е. Андреевский). Какие именно работы в этих залах выполнил Люльве — не вполне понятно. Неизвестно и то, какие другие работы он выполнял (или мог выполнять) в России.
Многие картины Люльве сегодня известны только в виде репродукций. Из сохранившихся работ художника наиболее известна картина «Убийство музыканта Давида Риччо, фаворита королевы Шотландии Марии Стюарт», которую можно увидеть в экспозиции Национального музея в Варшаве. Ряд картин Люльве в плохом состоянии также находится в запасниках музея.

## Галерея

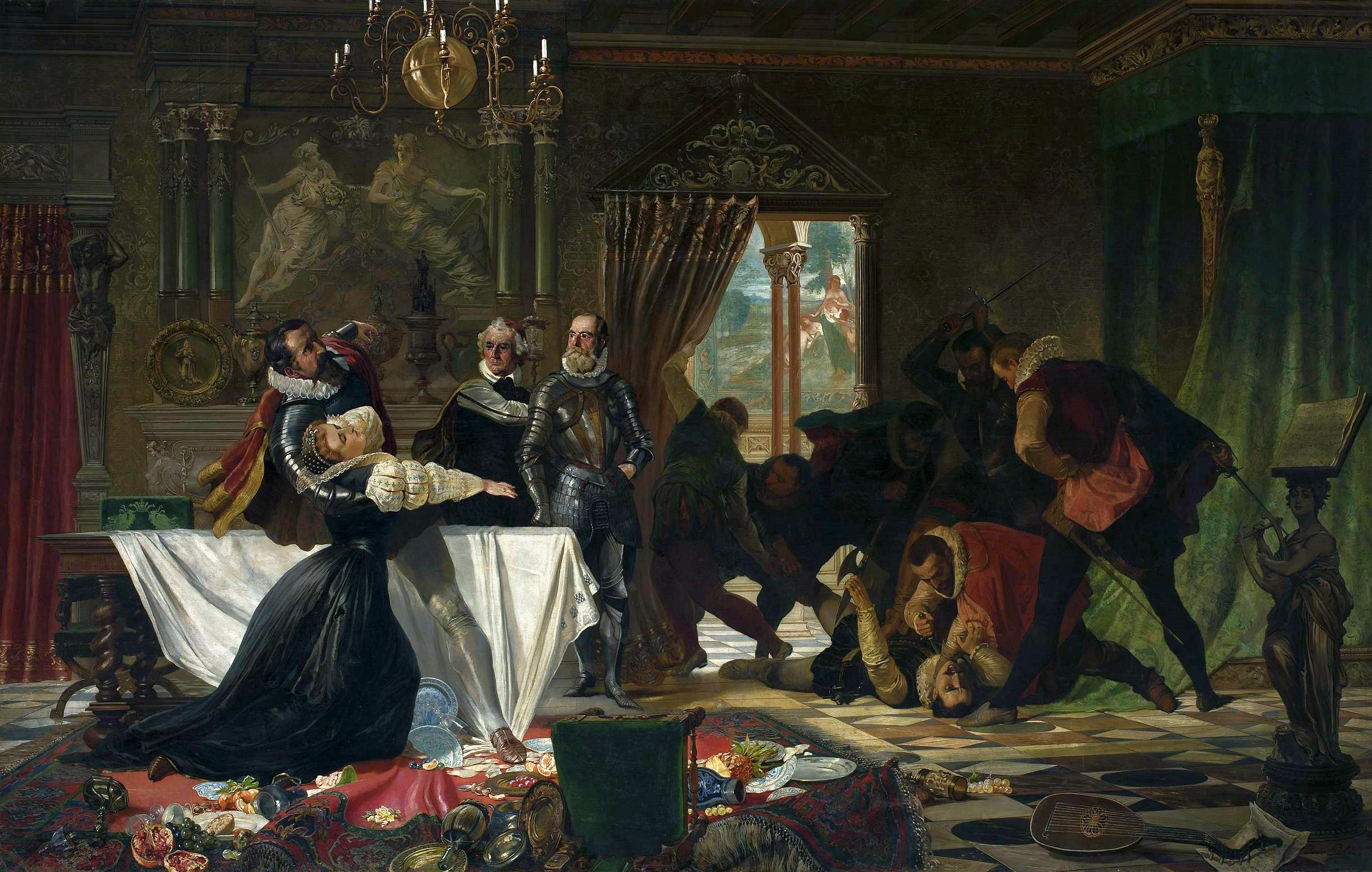
Убийство музыканта Давида Риччо, фаворита королевы Шотландии Марии Стюарт. 1868,  Национальный музей в Варшаве.
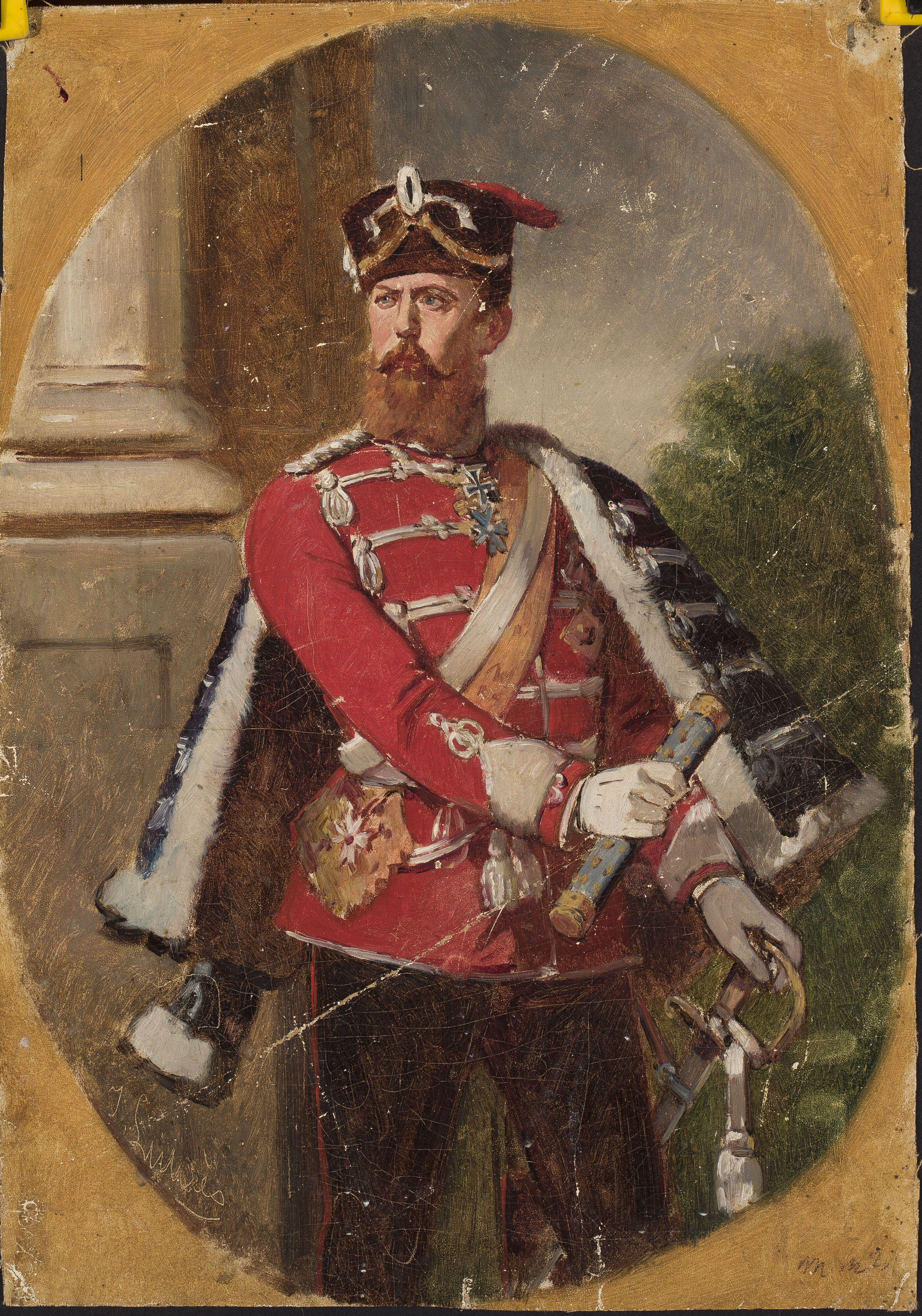
Портрет императора Германии Фридриха III. Национальный музей в Варшаве.
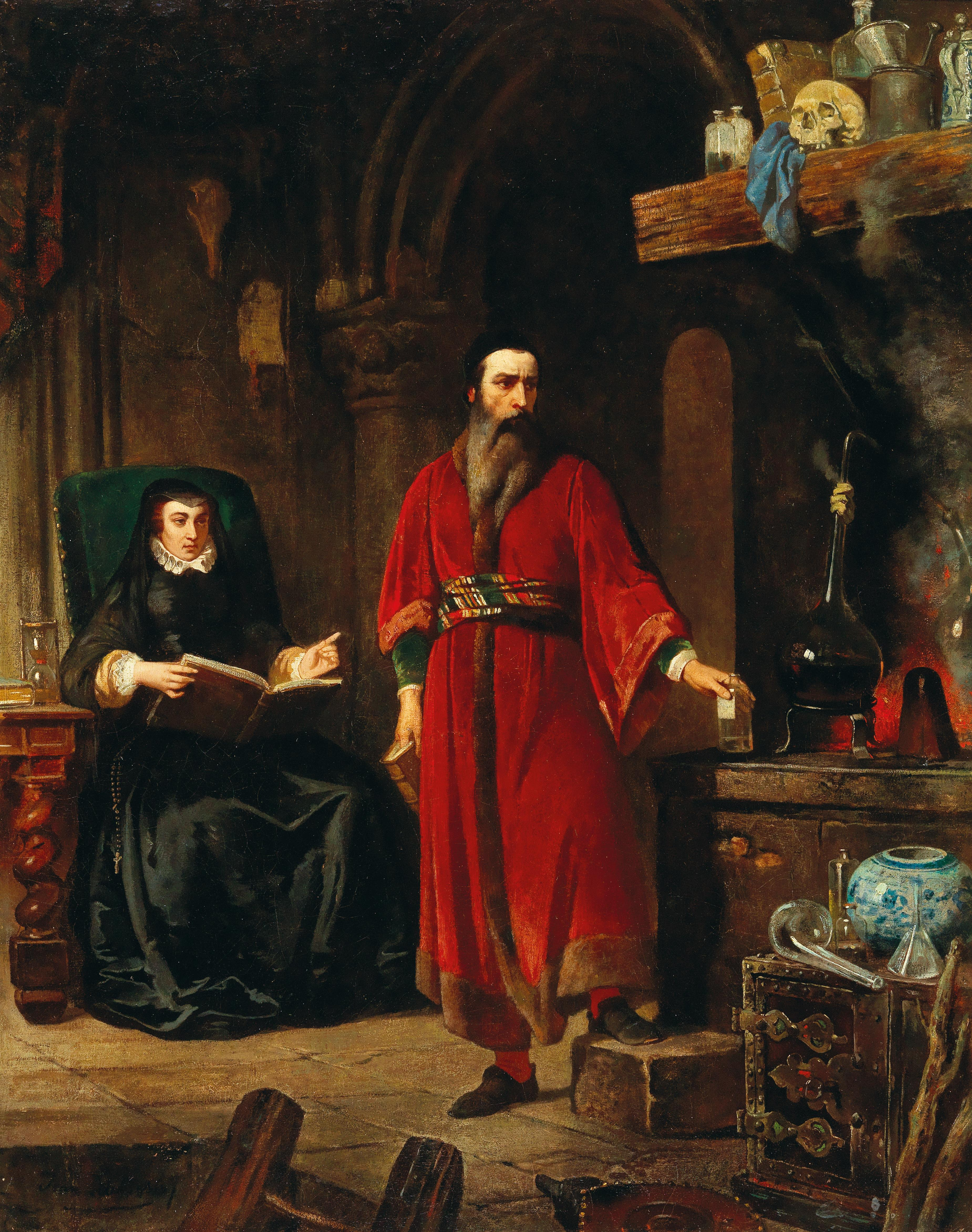
Екатерина Медичи и алхимик Козимо Руджери. Частное собрание.
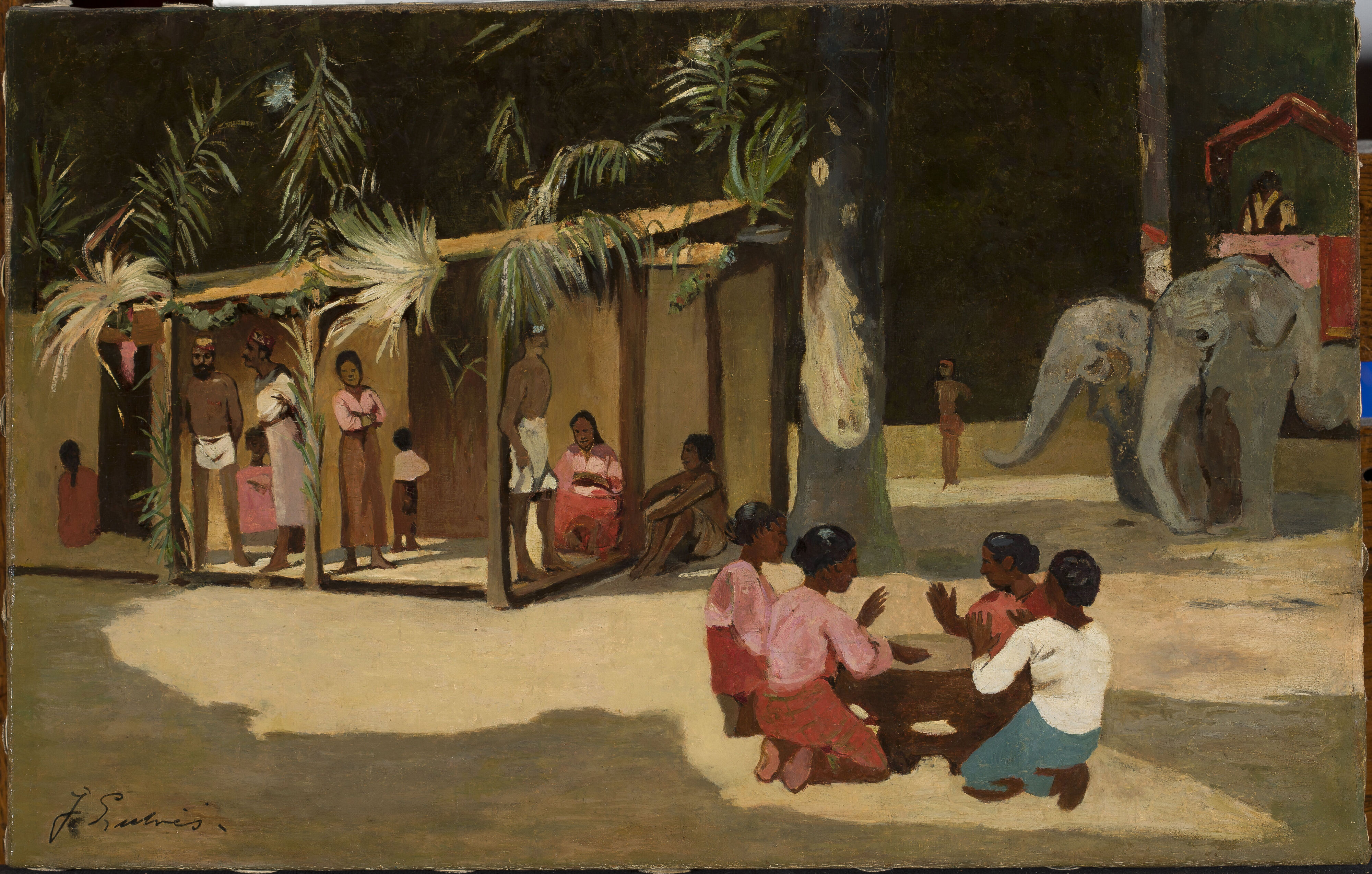
Экзотическая сцена (Юго-Восточная Азия). Национальный музей в Варшаве.
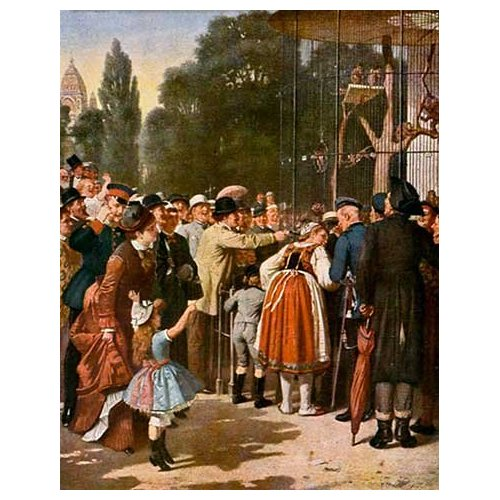
Посетители зоопарка у вольера с обезьянами. Репродукция.
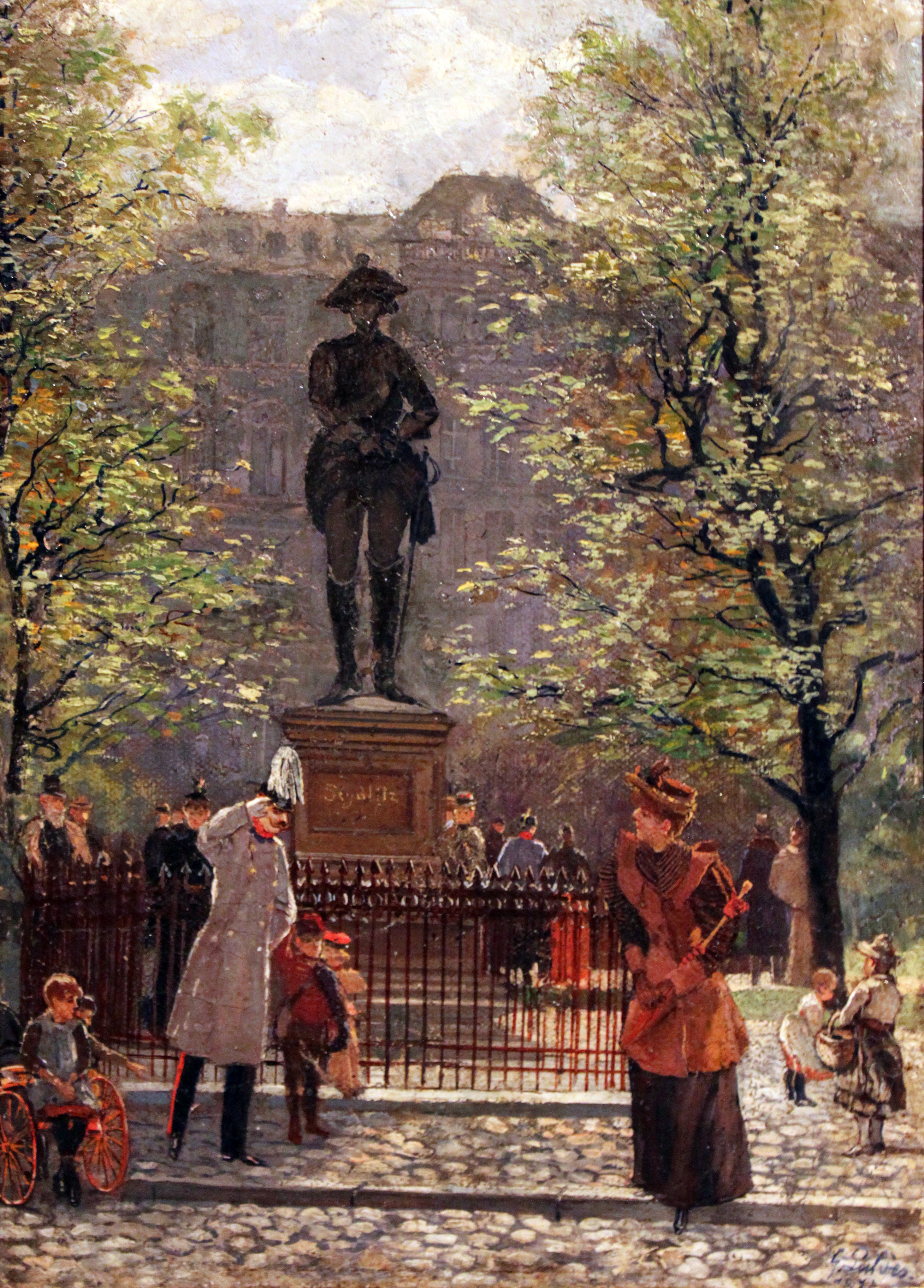
Жанровая сцена на фоне памятника генералу Зейдлицу работы скульптора Жана Пьера Антуана Тассара на одной из площадей Берлина, 1872. Бранденбургский музей, Берлин.
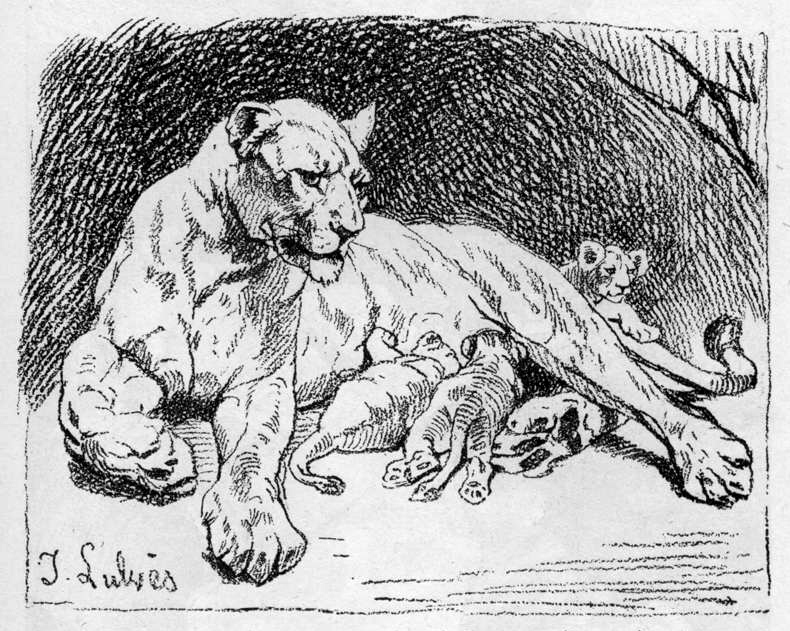
Львица со львятами. Книжная иллюстрация.